# والتر شولتز (لاهوتي)
والتر شولتز (20 أغسطس 1900 في غرفسمولن - 26 يونيو 1957 في شناكنبورغ) عالم لاهوت ألماني كان Landeskirchenführer في مكلنبورغ 1933-1945، والأسقف في مكلنبورغ 1934-1945.